# Svante Pääbo
Svante Pääbo (pronunție în suedeză [ˈsvanːtɛ ˈpæːbo]; n. 20 aprilie 1955, parohia Oscar⁠(d), Comitatul Stockholm, Suedia) este un genetician suedez specializat în domeniul geneticii evoluționiste, unul din fondatorii paleogeneticii. Din 1997 este directorul Departamentului de Genetică al Institutului Max Planck de Antropologie Evoluționistă din Leipzig, sub egida Societății Max Planck. În 2022 i-a fost decernat Premiul Nobel pentru Fiziologie sau Medicină „pentru descoperirile sale privind genomul homininilor dispăruți și evoluția umană”. Svante Pääbo este fiul lui Sune Bergström, laureat cu Premiul Nobel pentru Fiziologie sau Medicină în 1982.